# Love You More
「Love You More」（ラブ ユー モア）は、GENERATIONS from EXILE TRIBEの楽曲で、3枚目のシングル。岡田マリアが作詞、SKY BEATZ・SHIKATAが作曲を手掛けた。2013年5月15日にrhythm zoneから発売された。

## 概要
- 前作「ANIMAL」より約3ヶ月ぶりのシングル。2013年第2弾シングルとなる。
- CD+DVD、CDのみ、ワンコインCD、ミュージックカードの4形態でのリリース。ワンコインCDとミュージックカードは、FC・各モバイルサイト・イベント会場限定での販売となる。一般販売される2形態には、Special Bonus Trackとして前作「ANIMAL」のEnglish versionを収録。DVDには、表題曲のミュージック・ビデオを収録。また、一般販売の2形態の初回盤にはロゴステッカーが封入される。

## 収録曲

### CD+DVD
CD
1. Love You More [4:49]
作詞：岡田マリア、作曲：SKY BEATZ・SHIKATA・Chris Hope・J Faith
  - サマンサタバサ「Samantha×カワイイ×Art」TVCMソング
2. My Eyes On You [4:03]
作詞：SHIROSE、作曲：BACHLOGIC・Mats Lie Skare・SHIROSE
3. Love You More（Instrumental）
4. My Eyes On You（Instrumental）
5. ANIMAL (English version) [3:44]
作詞：SUNNY BOY、作曲：Erik Lidbom・Jon Hallgren、編曲：Erik Lidbom

DVD
1. Love You More（Music Video）

### CDのみ
1. Love You More
2. My Eyes On You
3. Love You More（Instrumental）
4. My Eyes On You（Instrumental）
5. ANIMAL (English version)

### ワンコインCD
1. Love You More
2. Love You More（Instrumental）

### ミュージックカード
1. Love You More

## カバー

### 数原龍友によるカバー
「Love You More - From THE FIRST TAKE」は、数原龍友の楽曲。配信限定シングルとして2021年12月17日にリリースされた。
本曲は、YouTubeチャンネル『THE FIRST TAKE』に2021年7月30日に出演した時に披露した「Love You More」、同年8月11日にSPiCYSOLのKENNYと出演した時に披露した「Beautiful Sunset」の2曲の歌唱音源が収録されている。